# Burger BC 08
Der Burger BC 08 ist ein deutscher Fußballverein aus Burg im Landkreis Jerichower Land. Heimstätte ist das Stadion am Flickschupark, welches 2500 Zuschauern Platz bietet.

## Verein

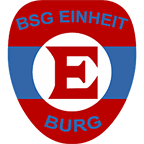
Historisches Logo der BSG Einheit Burg

Der Burger Ballspielclub wurde im Jahr 1908 gegründet. Bis zu seiner Auflösung im Jahr 1945 konnte der Verein aus Sachsen-Anhalt keine nennenswerten sportlichen Erfolge erreichen. 1945 wurde der BBC als SG Sportfreunde Burg neu gegründet. Bereits 1948 nahmen die Sportfreunde an der ersten Ostzonenmeisterschaft teil. Konnten sich die Burger in der Qualifikationsrunde gegen den thüringischen Vertreter SG Sömmerda noch durchsetzen, schieden sie im Viertelfinale gegen den Meeraner SV aus.
1950 erfolgte anfangs eine Umbenennung in ZSG Burg später in BSG Einheit Burg. Im selben Jahr schaffte Einheit Burg den Aufstieg in die DDR-Liga. Der zweithöchsten Spielklasse der DDR gehörte der Verein insgesamt drei Spielzeiten an. 1953 mussten die Burger gemeinsam mit dem Adlershofer BC den Gang in die Bezirksliga antreten. 1958 kehrte Einheit Burg in die II. DDR-Liga zurück, in welcher der Verein nach einem erneuten Abstieg im Jahr 1960 bis in die Spielzeit 1962/63 aktiv war. In der Folgezeit spielte Einheit Burg bis zur Wende ausnahmslos im regionalen Bereich des Bezirks Magdeburg.
Nach der Wende gründete der Verein im Jahr 1990 eine Spielgemeinschaft und trat kurzzeitig unter dem Namen Einheit/Empor Burg auf. Im Jahr 1991 wurde der Burger BC 08 neu gegründet. Sportlich konnte der Verein keine Rückkehr in den höherklassigen Fußball schaffen. Im Jahr 2009 konnte der Verein seine neugebaute Sporthalle einweihen. 2011/12 schaffte der Burger BC als Meister der Landesklasse Sachsen-Anhalt Staffel 1 den Aufstieg in die Landesliga (7. Liga), 2014/15 belegten die Burger in der Landesliga Staffel Nord den 1. Platz und stiegen in die Verbandsliga Sachsen-Anhalt (6. Liga) auf. Nach der Saison 2016/17 musste der Verein wieder in die Landesliga absteigen.

## Statistik
- Teilnahme DDR-Liga: 1950/51, 1951/52, 1952/53
- Teilnahme II. DDR-Liga: 1958, 1959, 1960, 1962/63
- Teilnahme Ostzonenmeisterschaft: 1948 (Viertelfinale)
- Ewige Tabelle der DDR-Liga: Rang 127

## Personen
- Wolfgang Seguin